# Sara Starkström
Sara Starkström, född 2 juli 1980, är en svensk redaktör och författare. Hon har bland annat skrivit boken Game Girl, en raggningshandbok för kvinnor, vars titel syftar på The Game.